# Aarbergen
Aarbergen – miejscowość i gmina w Niemczech, w kraju związkowym Hesja, w rejencji Darmstadt, w powiecie Rheingau-Taunus.

## Współpraca
Miejscowość partnerska:
- Berga/Elster, Turyngia